# 9498 Westerbork
9498 Westerbork è un asteroide della fascia principale. Scoperto nel 1973, presenta un'orbita caratterizzata da un semiasse maggiore pari a 2,3562897 UA e da un'eccentricità di 0,2080097, inclinata di 1,75759° rispetto all'eclittica.